# جان هلی هاچینسون
جان هلی هاچینسون (انگلیسی: John Hely-Hutchinson; ۱۵ مهٔ ۱۷۵۷ – ۲۹ ژوئن ۱۸۳۲) سیاستمدار، نظامی و دیپلمات اهل پادشاهی متحد بریتانیای کبیر و ایرلند بود.